# Pensamento analítico
O pensamento analítico é uma forma de pensamento com objetivo de explicar as coisas através da decomposição em partes mais simples, que são mais facilmente explicadas ou solucionadas, e uma vez entendidas tornam possível o entendimento do todo. O comportamento do todo é assim explicado pelo comportamento das partes. Estas partes, em geral, podem ser relatadas a outra pessoa por aquele que pensa.
Foi Jerome S. Bruner quem mais destaca a importância da distinção entre pensamento analítico e intuitivo.
Este pensamento se processa relativamente com plena consciência da informação e das operações que implica. Pode envolver raciocínio cauteloso e dedutivo, muitas vezes utilizando a matemática ou a lógica e um explícito planejamento de ações. Ou pode envolver um processo gradativo de indução e experimento, empregando princípios de técnica de pesquisa e de análise estatística.
O pensamento analítico também é central na solução de problemas. Para solucionar problemas é preciso subdividí-los em problemas menores, que recebem soluções particulares. Supõe-se que uma vez solucionados os problemas menores estará solucionado o maior.

## Exemplo
Um exemplo de pensamento analítico:
1. Definição do Problema;
2. Formulação da Hipótese;
3. Coleta dos Fatos;
4. Condução da Análise;
5. Desenvolvimento da Solução;